# Мещанская полицейская часть (Воронеж)
Мещанская полицейская часть — комплекс административных зданий в Воронеже, расположенный по адресу: улица Карла Маркса (бывшая Старо-Московская), 32. В него входят здание полицейской части (неизвестный архитектор, 1825 год) и частично сохранившаяся пожарная каланча (архитектор Д. С. Максимов, 1875 год).

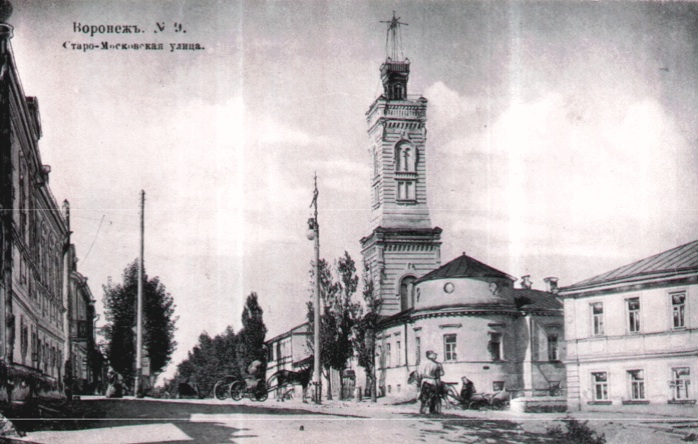
Мещанская полицейская часть и каланча. Открытка с видом Воронежа, конец XIX — начало XX вв.

Здание полицейской части построено в 1825 году для размещения полицейской части Мещанской части (района) Воронежа и находившихся при полицейской части пожарных. Здания двух других полицейских частей, построенные в Дворянской и Московской частях не сохранились. Для ведения дозорной службы служила деревянная пожарная каланча. В 1873—1874 годах на Старо-Московской улице был проложен водопровод. В 1877—1879 годах во флигеле здания помещался ночлежный приют. После Октябрьской революции и до 1975 года в здании располагалась пожарная часть.
В 1874—1875 годах деревянная каланча была заменена каменной, построенной по проекту Д. С. Максимова. В нижнем ярусе четырёхъярусной каланчи располагался проезд во двор. При послевоенном ремонте были сохранены только два нижних яруса, а над ними был возведен новый третий с пирамидальной, островерхой крышей. Со двора к зданию сделали пристройку.
В настоящее время в здании размещается Пенсионный отдел УВД Воронежской области.